# Francisco Gargallo
Don Francisco Gargallo, natural de Morella, fue Obispo de Malta en la primera mitad del siglo XIV.
Escasas son las noticias que tenemos del Obispo Gargallo. En un códice que tenemos antiguo se lee solamente Ilustr. ac Rev. D.D. Gargallo. Escolano lo hace Obispo de Tortosa, y D. Gaspar de Lafiguera en sus Misceláneas sacras, escribe, que fue Obispo de Tortosa o de Malta. 
Nos fue preciso registrar antiguos escritos y no desmayar por árdua que fuera nuestra empresa. El Sr. Gasulla de Ursino, en sus poesías alaba al Obispo Francisco Gargallo, y como tuvo a mano tantos años el archivo municipal, pudo saber noticias que nosotros ignoramos, por haber consumido sus papeles el fuego que encendió la tropa del General Espartero en 1840. Sólo nos consta que floreció antes de 1545 porque en una nota puesta en esta año al margen de una escritura, perteneciente al beneficio fundado por Gil Gargallo, dice, que este fue tío del Obispo de Malta Francisco Gargallo. Daremos ahora cuenta de lo que hemos podido encontrar.
D. Gil Gargallo, Rector de Lucena fundó un beneficio en esta Arciprestal con la invocación de San Pedro, cuya fundación autorizó Francisco Fuster, en 30 de enero de 1375. Francisco Gargallo era beneficiado de esta iglesia en 8 de octubre de 1367, y como a síndico otorga una escritura de condona a favor de Francisca, viuda de Pedro Saffont, por el arriendo de una casa en la Zapatería, por el grande incendio que había sufrido en el año anterior, ante el mismo Francisco Fuster. El mismo Francisco hace poderes a Jaime Gil para cobrar los censos de su beneficio con la invocación de San Jaime en 1374, y en esta escritura se titula Prepositus sedis Valentiae. Si el testamento de Gil Gargallo se otorgó en 1375, su sobrino no lo obtuvo, por hallarse ya Pavorde de Valencia. Desde esta época no hallamos vestigio alguno y podemos suponer, que desde Valencia pasaría a Malta, como Obispo de aquella Santa Iglesia a últimos del siglo XIV. Por esto lo colocaremos en este lugar esperando que otro sea más feliz en sus investigaciones, y pueda utilizar los datos, que tal vez se encuentren en ricas bibliotecas, ya que nosotros, colocados en este rincón del reino, no tenemos otros recursos, que nuestra pobre librería y algunos centenares de notas de escribanos y viejos papeles sueltos.